# Elezioni parlamentari a Malta del 1976
Le elezioni parlamentari a Malta del 1976 si tennero il 17 e 18 settembre e videro la vittoria del Partito Laburista.

## Risultati
| Liste                | Voti    | %     | Seggi |
| -------------------- | ------- | ----- | ----- |
| Partito Laburista    | 105 854 | 51,53 | 34    |
| Partito Nazionalista | 99 551  | 48,46 | 31    |
| Indipendenti         | 35      | 0,02  | –     |
| Totale               | 205 440 | 100   | 65    |